# Karim Rossi
Karim Rossi (Zürich, 1 mei 1994) is een Zwitserse profvoetballer die doorgaans als aanvaller speelt.

## Loopbaan
Hij tekende in augustus 2017 bij SC Cambuur, dat hem transfervrij inlijfde. Vanaf het seizoen 2019/2020 speelt hij voor de Zwitserse professionele voetbalclub FC Chiasso. Karim Rossi is het jongere neefje van Youssef Rossi die namens het Marokkaans voetbalelftal deelnam aan het WK voetbal 1998 in Frankrijk.